# 身體親密

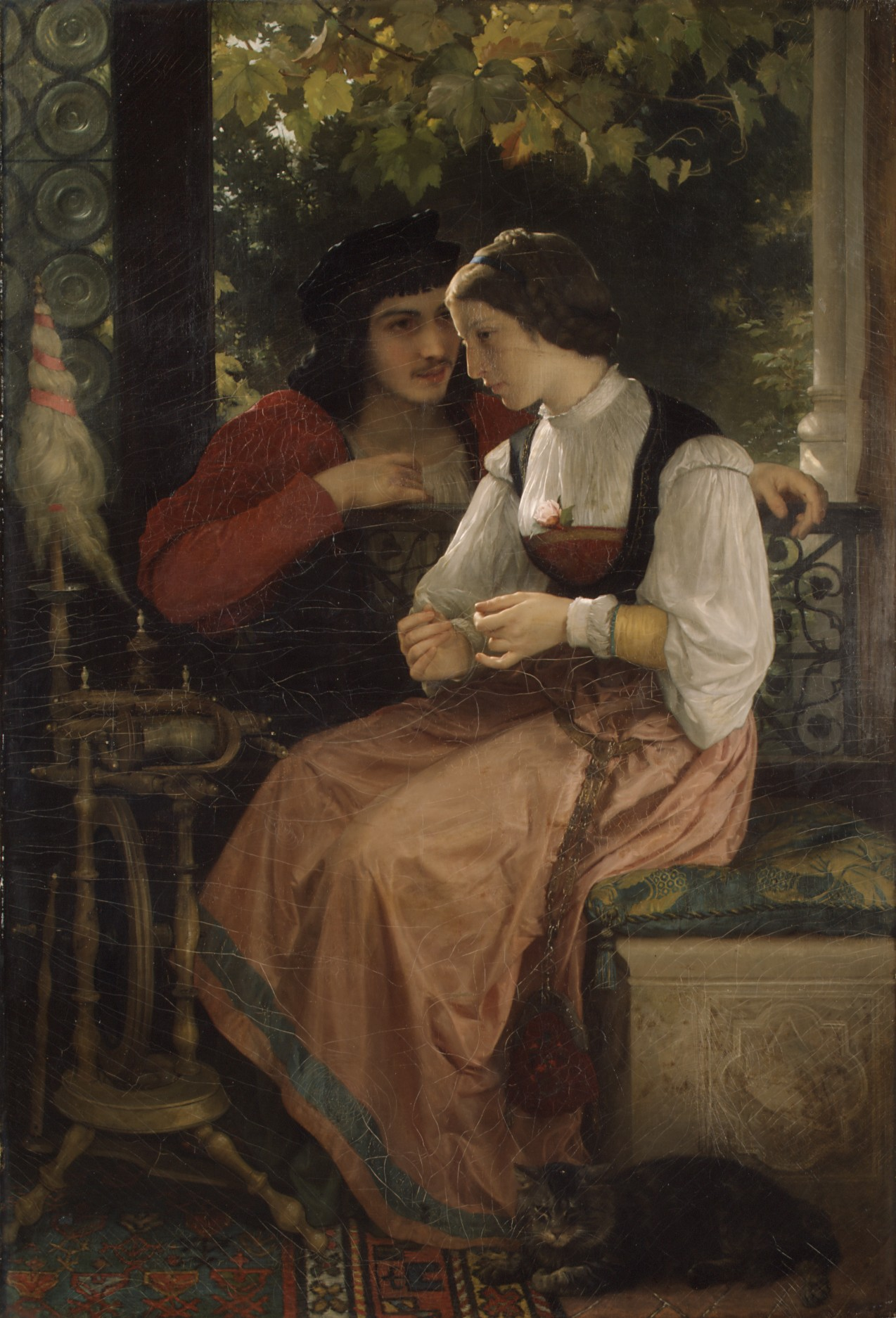
威廉·阿道夫·布格罗的畫作《求婚》（1872）

身體親密（Physical intimacy）也稱為肢體親密，是指接近或是碰觸其他人的舉動，有别于情感亲密。
身體親密是表達對他人感情或是感覺（像是友誼、浪漫或是性吸引力）的行為。身體親密的例子包括進入別人的個人空間、握手、擁抱、親吻、愛撫及性行為。
表達身體親密不一定要實際接觸到其他人，不過需要有一定程度的接近。例如，持續的眼神接觸一般會視為是身體親密，類似於碰触。當一個人刻意的進入他人的個人空間時，雖然沒有真正的碰到對方，也算是身體親密。
大部份的人都會有表達身體親密的舉動，一定程度的身體親密也是人際互動當中自然的一部份，研究也發現身體親密有其健康上的益處，擁抱或是碰觸會使人分泌催产素、多巴胺及血清素，也會減少壓力激素的分泌。

## 個人空間

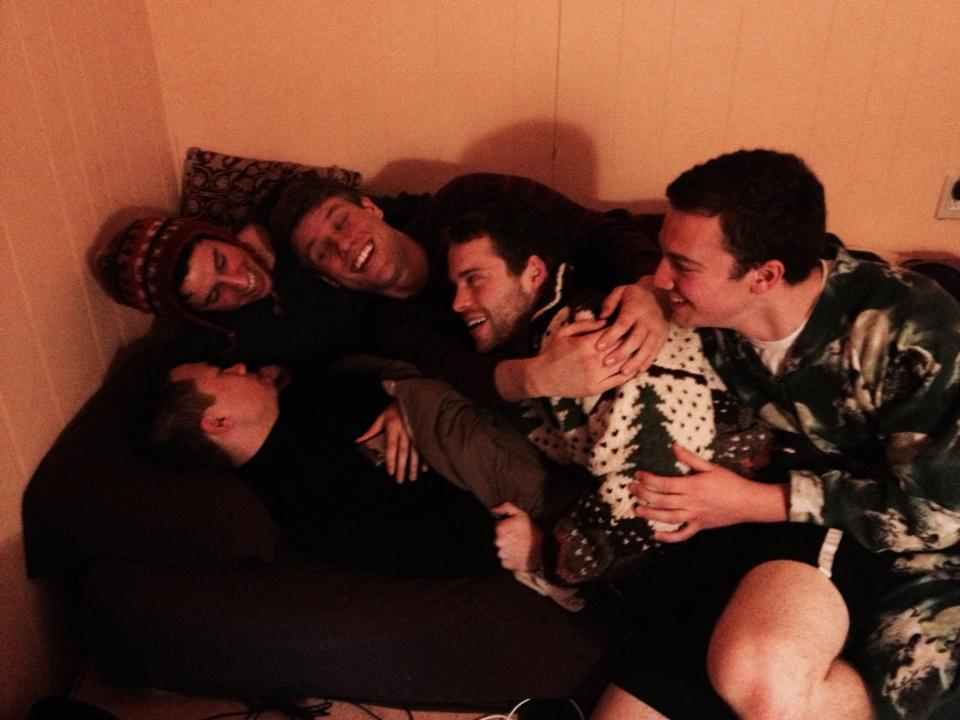
年輕男性的擁抱，一種表達身體親密的形式

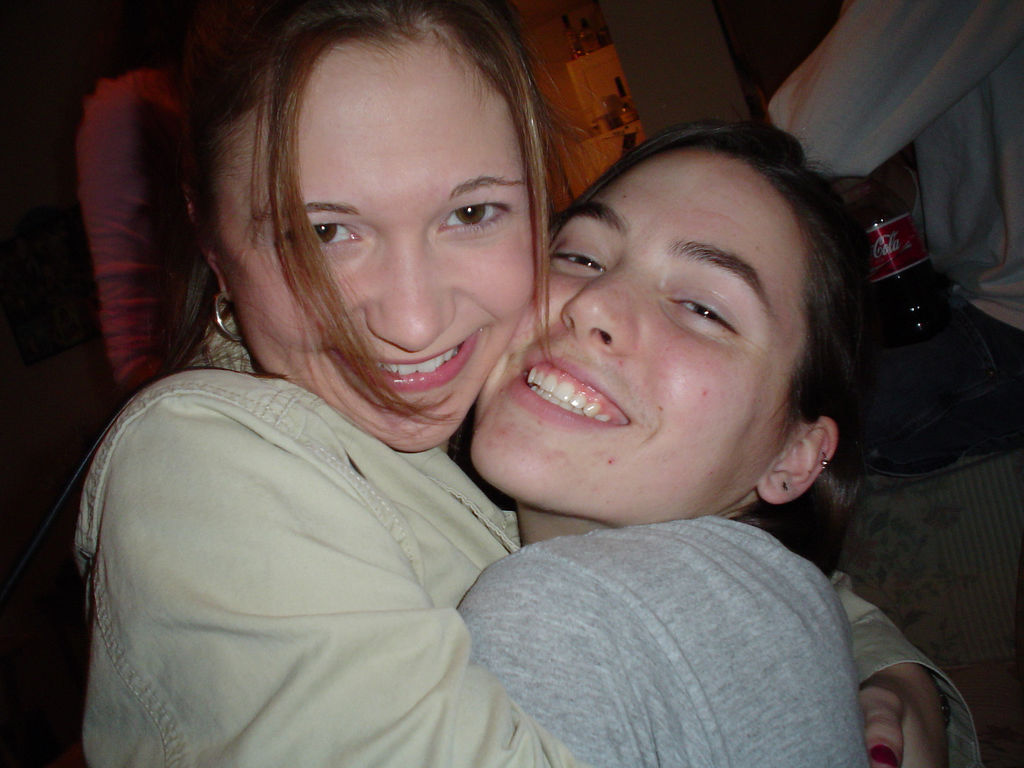
女性之間的身體親密

大部份的人重視其個人空間（personal space，個人周圍一段距離之內的空間），因此其他人若在未經同意的情形下進入個人空間，會感到不安、生氣或是焦慮。一般而言，進入別人的個人空間是表示兩人熟悉及親密。不過在現在的社會中，尤其是擁擠的城市社群中，有時很不容易維護個人的個人空間，例如在擁擠的公車中、電梯內或街道上，大部份的人發現在狹小的空間中和其他人的身體彼此接近，雖然是都市生活常見的一部份，但在心理上會不安和不舒服。若是這種非自願彼此接近的情形下，會避免接觸到其他人的目光。而且即使是在擁擠的場合中，仍需要維護一些必要的個人空間，對方不同意的親密甚至於性接觸（例如摩擦癖或色狼）是不允許的行為。
不過，另一方面，大部份的人偶爾也會希望和其他人有身體上的接近，也會歡迎熟悉及信任的人進入其個人空間。當長久時間身邊沒有這樣的朋友，有些人會特意處在擁擠的空間或是場合（例如酒吧、夜總會、搖滾音樂會及節慶）來滿足其他人身體接近的需要。

## 情感的表達
有一定親密關係基礎的人可以進入別人的個人空間，這是感情和信任的指标。不過人們在公開場合下的的愛意表達方式可能會和在私密場合下的不同。在私下時，彼此有親密關係或是互相熟悉的人可以較自然的有身體親密或是表達情感的舉動，這些舉動可能包括：
- 拥抱
- 撫摸（例如头、手、手臂、背部和腰部）
- 搔癢（例如背部或是腰部）
- 按摩（頸部、肩膀、背部、大腿）

屬於柏拉圖式的朋友及家人之間的親密、非性暗示動作包括握手、拥抱及親吻臉頰等。
在公開場合的愛意表達一方面會受到兩人的關係及個性所影響，也會受到社會規範的限制，常見的有見面時的吻及拥抱或是牵手。在社會學及心理學上會將持續的眼神接觸視為是類似接觸的舉動。

## 簡介
人類會希望和其他人有身體上的接近，有許多方面的原因。在較冷的時候，人類會和其他動物一樣，希望彼此靠近來達到保暖的效果。猴子和猿之间一些的身体接触也有許多的功能，包括清理身體、處理虱子或是感染以及社交上的作用。
有些人會對一些型式的身體親密有負面的感受，尤其是恐惧症的人更容易有這類的情形。研究表示一等親之間允許的身體親密會比二等親要多，不過仍有可能會受雙方性別的影響。一般社會規範會對於接近他人性感帶的身體接近有較多的規範。有些司法管辖区會直接將性感帶定義為性器官、臀部及女性的胸部，非經同意的身體接觸則會視為性騷擾。

## 外部連結
- "American guys embrace the hug" - article at The Arizona Republic
- NPR: Poet on Call, By Andrei Codrescu （页面存档备份，存于） commentary on hugs on NPR